# Jan Ursyn Zamarajew
Jan Zamarajew (ps. Ursyn, również Jan Ursyn i Jan Ursyn Zamarajew ur. 1865 lub 1867 w Piotrkowie Trybunalskim, zm. 1 maja 1924 w Warszawie) – literat, dziennikarz, działacz kulturalny, organizator ruchu teatralnego.

## Kariera dziennikarska
Początkowo współpracował w z pismami „Kurier Warszawski”, „Tygodnik Ilustrowany”, „Kurier Codzienny” i „Wędrowiec”. w Warszawie. Od 1892 r. pracował w redakcji tygodnika „Kraj” początkowo w Petersburgu, a następnie w Kijowie. Od 1902 r. podróżował po krajach azjatyckich (Japonia, Mandżuria, Chiny) i pisał stamtąd korespondencje dla „Słowa” i „Czasu”. W 1904 r. relacjonował przebieg wojny rosyjsko japońskiej w „Kraju” i „Gazecie Polskiej”. Następnie (1905) przyjechał do Wilna i podjął pracę jako sekretarz redakcji „Kuriera Wileńskiego”. Od 1907 r. współpracował w „Gazetą Polską”. W latach 1909–1912 był redaktorem naczelnym „Kuriera Zagłębia” w Sosnowcu.
W latach 1922–1923 był naczelnym redaktorem „Dziennika Wołyńskiego” w Łucku. Prowadził również własne czasopisma: „Mały Kurier Warszawski” (1912), „Kłosy Ukraińskie” (1913-1917) oraz „Gazetę Narodową” (1917).

## Twórczość literacka
Debiutował nowelą pt. Ostatnie południe opublikowaną w „Kurierze Warszawskim” w 1885 r. Był autorem wielu nowel i opowiadań, które zostały zebrane w zbiorach:
- Pyłki: szkice i obrazki (1889)
- Na palecie: nowele, szkice, obrazki (1892)
- Szesnaście obrazków (1897)
- Wybór nowel. T. 1-2 (1900)

Utwory literackie podpisywał zwykle pseudonimem Ursyn.

## Działalność kulturalna
W 1894 r. był dyrektorem towarzystwa salonu sztuk pięknych w Kijowie.
W 1919 r. prowadził grupę teatralną pod nazwą Warszawski Teatr Dramatyczny działającą na terenie Wielkopolski. W sez. 1919/1920 prowadził stały teatr w Inowrocławiu. Prowadzony przez niego zespół wystawił kilkadziesiąt przedstawień, m.in. Balladynę, Wesele, Noc listopadową, Dziady i Śluby panieńskie.

## Rodzina
Był synem rosyjskiego urzędnika Aleksandra Zamarajewa oraz Polki Joanny z domu Jaksa-Dębickiej, córki byłego nauczyciela historii w Gimnazjum Męskim w Piotrkowie, który wywarł wpływ na wychowanie wnuka w duchu polskiego patriotyzmu. Żonaty z artystką teatralną Marią Boguszewską. Ich synem był kpt. Jan Ursyn Zamarajew (1891-1940).

## Utwory Jana Ursyna Zamarajewa w bibliotekach cyfrowych
- Pyłki: szkice i obrazki (1889), [w:] Cyfrowej Wypożyczalni Academica [online] [dostęp 2022-09-29]
- Szesnaście obrazków (1897), [w:] Bibliotece Cyfrowej Polona [online] [dostęp 2022-09-29]
- Wybór nowel. T. 1 (1900), [w:] Bibliotece Cyfrowej UMCS [online] [dostęp 2022-09-29]
- Wybór nowel. T. 1 (1900), [w:] Bibliotece Cyfrowej Polona [online] [dostęp 2022-09-29]
- Wybór nowel. T. 2 (1900), [w:] Bibliotece Cyfrowej Polona [online] [dostęp 2022-09-29]
- Pierwsze walki o niepodległość Ukrainy: ruch ukraiński 1917-1918 roku, [w:] Bibliotece Cyfrowej Polona [online] [dostęp 2022-09-29]
- Polska a Rosja: kilka uwag w dniu podpisaniu Traktatu Ryskiego (1921), [w:] Bibliotece Cyfrowej Polona [online] [dostęp 2022-09-29]